# La Bastide-sur-l'Hers
La Bastide-sur-l'Hers är en kommun i departementet Ariège i regionen Occitanien i södra Frankrike. Kommunen ligger  i kantonen Mirepoix som ligger i arrondissementet Pamiers. År 2022 hade La Bastide-sur-l'Hers 676 invånare.

## Befolkningsutveckling
Antalet invånare i kommunen La Bastide-sur-l'Hers
Referens: INSEE